# 마웅가누이산

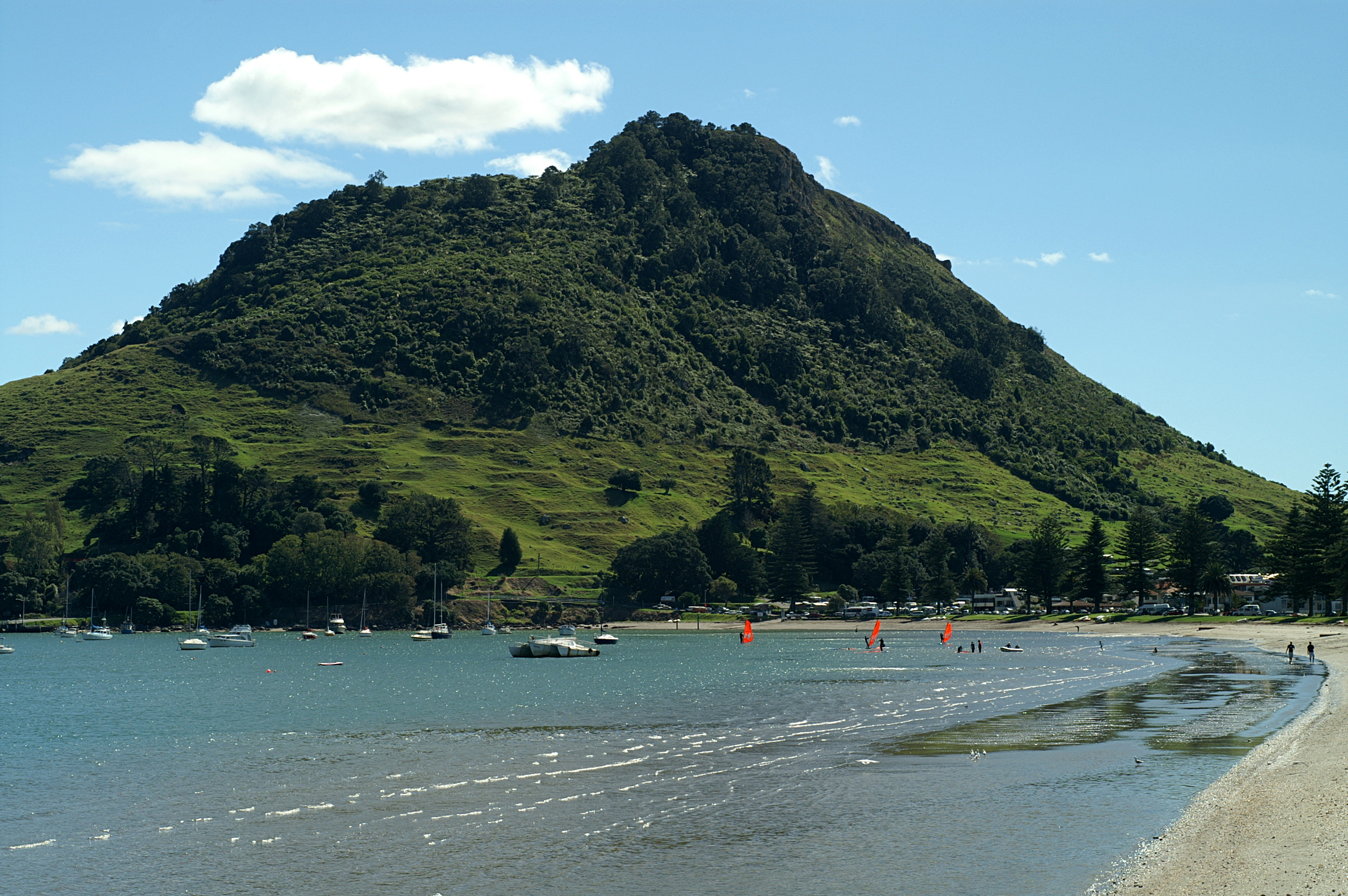
마웅가누이산

마웅가누이산(Mount Maunganui)은 뉴질랜드 북섬 베이오브플렌티 지방 타우랑가 교외에 있는 종상 화산 활화산으로 높이는 232m다. 마오리족 전통에 의해 신성시됐었다.